# Móric
A Móric a latin Mauritius névből származik, ami a Maurus továbbképzése, a jelentése mór, szerecsen. Női párja: Maura.

## Rokon nevek
- Mór:[1] a Móric 19. századi rövidülése, de korábban a Maurus rövidüléseként is előfordult.[2]
- Mauríció:[1] a Móric olasz, spanyol és portugál alakváltozata.
- Mauró:[1] a Mauríció olasz rövidült alakváltozata.

## Gyakorisága
Az 1990-es években a Móric és a Mór szórványos név, a 2000-es években (2005-ig) a Móric a 75-88. leggyakoribb férfinév volt, a Mór nem szerepel az első százban.

## Névnapok
Móric, Mór
- január 15.[2]
- március 20.[2]
- szeptember 4.[2]
- szeptember 13.[2]
- szeptember 22.[2]
- október 25.[2]
- december 4.[2]

## Híres Móricok, Mórok
- Adler Mór festőművész
- Ballagi Mór teológus, nyelvész
- Barát Móric festőművész, grafikus
- Benyovszky Móric utazó, felfedező
- Boldog Mór pécsi püspök
- Deák Mór költő, szerkesztő
- Déchy Mór geográfus, földrajzi felfedező
- Esterházy Móric arisztokrata, királyi kamarás
- Jókai Mór író
- Kaposi Mór orvos, egyetemi tanár
- Kóczán Mór olimpiai bronzérmes gerelyhajító, református lelkész
- Perczel Mór honvéd tábornok
- Révay Mór János, a Révai nagy lexikona kiadója és főszerkesztője
- Sándor Móric gróf, magyar főúr, az „Ördöglovas”
- Szent Mór (3. század), isztria püspöke
- Szent Mór (6. század), nursiai Szent Benedek első tanítványa
- Szent Mór (11. század), pécsi püspök (sok helyen boldog Mórként említik)
- Than Mór festőművész
- Ullmann Móric nagykereskedő, bankár
- Wahrmann Mór magyar politikus, izraelita egyházi vezető
- Wosinsky Mór apát, plébános, régész, az MTA levelező tagja
- Móricka, viccek szereplője